# Тарасовская почтовая станция Архангелогородского почтового тракта
Тара́совская почто́вая ста́нция Архангелогоро́дского почто́вого тра́кта — памятник истории и архитектуры начала XIX века, располагавшийся в селе Тарасовка Московской области.

## История
Архангелогородский почтовый тракт был учреждён Петром I 1 июля 1693 года. Он проходил из Москвы на Переславль-Залесский, Ростов, Ярославль, Вологду, Вагур и Холмогоры. Первая почтовая станция была в Тарасовке, вторая — в Талицах, третья — в Сергиевом Посаде, десятая — в Ярославле, семнадцатая — в Вологде. На каждой станции между Москвой и Сергиевым Посадом содержалось до 30 лошадей, дальше — около 20. Во второй половине XIX века Архангелогородский почтовый тракт утратил свою значимость с появлением железных дорог.
Существование почтовой станции в Тарасовке подтверждается многими почтовыми документами XVIII века, кроме того, имеются ссылки на это и в современной литературе. При проведении изыскательских работ в ходе подготовки к реконструкции Ярославского шоссе в Тарасовке в 2000—2001 годах было выяснено, что почтовая станция находилась в доме по Большой Тарасовской, 9. По заключению архитекторов, само здание почтовой станции было построено не позднее первой трети XIX века. Согласно заключению Главного специалиста Управления архитектуры и проектных работ Госстроя РФ, это здание является характерным примером придорожной постройки общественного назначения. Реконструкция шоссе предполагала снос ряда домов, включая и этот. В заключении также указано, что, несмотря на имеющиеся утраты в первоначальном виде здания, оно заслуживает сохранения как образец архитектурного стиля. До какого времени просуществовала эта станция, установить пока не удалось. В начале XX века здесь жили коренные жители Тарасовки Киселёвы. До 2010-х годов это был частный жилой дом.
При строительстве автомобильной развязки в Тарасовке дом весной 2015 года был снесён.